# Jean Markale
Jean Markale (París, 23 de mayo de 1928-Auray, 23 de noviembre de 2008) fue el seudónimo del polígrafo francés Jean Bertrand, profesor de secundaria, escritor, locutor de radio y conferenciante, conocido sobre todo por sus libros sobre la civilización celta y el ciclo artúrico. 
Aunque sus puntos de partida predilectos fueron el papel de la mujer en el mundo celta y el ciclo del Santo Grial, el estudio de los mitos y leyendas celtas le llevó a abordar también otros temas más o menos próximos, como los Templarios, los cátaros, el misterio de Rennes-le-Château, la Atlántida, las construcciones megalíticas y el druidismo. Escribió también una biografía de Leonor de Aquitania.

## Biografía
Durante su infancia, su abuela, bretona, le inició en los cuentos y leyendas locales y despertó en él una verdadera pasión por la cultura bretona. Comenzó su carrera como profesor de letras en París. Entre 1955 y 1978 dio clase en la escuela Massillon de París. Sus clases sobre las novelas de Chrétien de Troyes y los misterios de Brocelianda eran muy populares. Al mismo tiempo, emprendió la tarea de estudiar y volver a narrar el ciclo artúrico, lo que le llevó a especializarse en historia y literatura célticas. Tras dejar la enseñanza, se consagró por completo a esta tarea. 
Aunque sus primeros trabajos iban dirigidos a un público erudito, adoptó luego un enfoque divulgativo para acercar su obra a una audiencia más amplia.

## Controversia
Aunque Markale es uno de los divulgadores más conocidos del mundo céltico y el ciclo artúrico, el valor académico de su obra es objeto de controversia. Algunos críticos indican que su uso 'creativo' de las fuentes y su tendencia a dar saltos injustificados en la argumentación restan cualquier valor filológico a su obra. No han ayudado a la fortuna académica del autor su interés por el ocultismo y su uso de categorías junguianas, como el inconsciente colectivo. En 1989, su reputación sufrió un serio revés cuando se desveló que había publicado como propia una guía sobre las antigüedades bretonas (Guide de la Bretagne Mystérieuse) publicada veinte años antes por otro escritor, Gwenc'hlan Le Scouëzec, en la misma editorial (Tchou).